# Pinypon
 (janvier 2014).
Si vous disposez d'ouvrages ou d'articles de référence ou si vous connaissez des sites web de qualité traitant du thème abordé ici, merci de compléter l'article en donnant les références utiles à sa vérifiabilité et en les liant à la section « Notes et références ».

Pinypon est un dessin animé espagnol inspiré des figurines fabriquées en 2009 par la production Famosa, tout comme la série. À l'origine, les figurines Pinypon (Pin y Pon) sont des jouets créés en 1977 par la société Famosa et qui remportent un grand succès en Espagne tout au long des années 80. Elles sont relancées en 2009 avec un nouveau design. 
La série comporte quatre saisons qui ont été diffusées sur Gulli le premier jour de la diffusion de la série, Le 20 septembre 2009. En 2010, la série fait une pause mais est diffusée sur une chaîne espagnole. Le 1er septembre 2013, la série devient la série de la chaîne Habbo Junior. En Espagne, la série prend fin le 23 novembre 2013 et en France, le 15 janvier 2014 au bout de quatre saisons. 

## Histoire
Penny Py est une jeune pré-ado qui à cause la faible réputation dans son quartier campagnard emménage avec son père et son frère Lave à Pinypon City dans un hôtel de luxe. Sur place, elle se fait deux meilleures amies : Liv une fille très intelligente qui trouve toujours une solution et Janet la reine des blagues et des coups tordus.

### Saison 1 (2009-2010)
- 1- Bienvenue à PinyponCity !(Bienvenido a Pinypon City)
- 2- Panique à l'Hôtel !( Pánico en el Hotel)
- 3- Les Pinypon et la chambre secrete (El Pinypon y la habitación secreta)
- 4- La Bague au Doigt (El dedo anular)
- 5- Le Van Hanté (La furgoneta embrujada)
- 6- L'anniversaire (Cumpleaños)
- 7- La Dispute (La disputa)
- 8- Secret d'origine (Origen Secreto)
- 9- La vie secrète de madame Bigger (La vida secreta de la señora Bigger)
- 10- Fête de Noel et Coups Bas ( Fiesta de Navidad y puñaladas por la espalda)
- 11- Tout, tout pour les séparé (Todo, para separar)
- 12- Voleuse ou pas ? (Ladrón o no?)
- 13- Une nuit au centre commercial (Noche en el centro comercial)
- 14- Transformation (Transformación)
- 15- Le Pays des petites douceurs (La tierra de los dulces clasificado)
- 16- Le sac à la mode (El bolso de moda)
- 17- Un été presque parfait (Era casi perfecto)

### Saison 2 (2011)
- 1- La Robe ( El vestido)
- 2- Elle s'appelait Coralie - Partie 1 ( Ella appellais Coralie 1)
- 3- Elle s'appelait Coralie - Partie 2 ( Ella appellais Coralie 2)
- 4- Reve de Princesse ( Sueño Princesa)
- 5- Mon premier coup de foudre ( Mi primer amor)
- 6- Mon premier baiser ( Mi primer beso)
- 7- Mon amie, cette pot de colle ( Mi amigo, este bote de pegamento)
- 8- Doublement bien joué ( Duplicar jugado bien)
- 9- La chambre hantée de l'hôtel ( La habitación encantada en el hotel)
- 10- Il était une croisière... ( Érase una vez un crucero ...)
- 11- La Confiance d'une amie ( La confianza de un amigo)
- 12- La petite page des secrets ( El pequeño secreto página)
- 13- Cartes sur table ( Cartas sobre la mesa)
- 14- Rebelle Cousine !( Primo rebelde !)
- 15- Joyeux noël ( Feliz Navidad)
- 16- Jalousie ( Celos)

### Saison 3 (2011-2012)
- 1- L'anniversaire des couples
- 2- Je ne veux pas que tu restes seul
- 3- L'étage de l'amitié
- 4- Destination Japon
- 5- Tablette Cassée
- 6- Vieille amie et Jalousie
- 7- Artiste d'un jour
- 8- Les Naufragés
- 9- Une journée à la piscine
- 10- Halloween
- 11- Pause
- 12- Tourne la page Penny !
- 13- La Bonne technique
- 14- À l'aide !

### Saison 4 (2013-2014)
- 1- À la recherche de Benny
- 2- De nouveau ensemble
- 3- La haine de Corine
- 4- Il ne faut pas énerver Penny !
- 5- Alerte Virus !
- 6- Comédie
- 7- Classe de Neige
- 8- Il était une fois...une Princesse
- 9- Un week-end à Hollywood
- 10- Coup de théâtre
- 11- Penny, sèche les cours
- 12- Un Boulot à Fantasy Land
- 13- Les amies qui voulaient emménager ensemble
- 14- Les Pinypon de la rue EastWood
- 15- C'est la fête
- 16- Journée à la Campagne
- 17- Ça Tourne !
- 18- les Pirates de PinyponCity
- 19- Dans la peau de ma pire ennemie
- 20- L'Article de la Honte
- 21- Un Thanksgiving avec mes parents et ma tante
- 22- Souvenirs d'enfance
- 23- Un noël au ski
- 24- Mission Infiltration
- 25- Les Pinypon rencontre Nancy (Cet épisode est un croisement avec la série de la même production, « Nancy : Ma vie de star à Hollywood »)
- 26- Décision
- 27- Vive les Diplômés !
- 28- Je ne t'oublierai jamais !

## Voix françaises
- Sarah Marot : Penny
- Claire Tefnin : Liv
- Lucine Durin : Janet

## Apparition
Dans l'épisode de Kawaii Crush, Penny le personnage principal de la série, apparaît dans le 15e épisode de la saison 1, « Les Inséparables »